# Schweiz Davis Cup-lag
Schweiz Davis Cup-lag representerar Schweiz i den stora tennisturneringen Davis Cup, tidigare International Lawn Tennis Challenge. Schweiz debuterade i sammanhanget 1923, och vann turneringen 2014. Man noterades även för en finalplats 1992 och semifinal 2003.